# Jazz-Nekrolog 2004

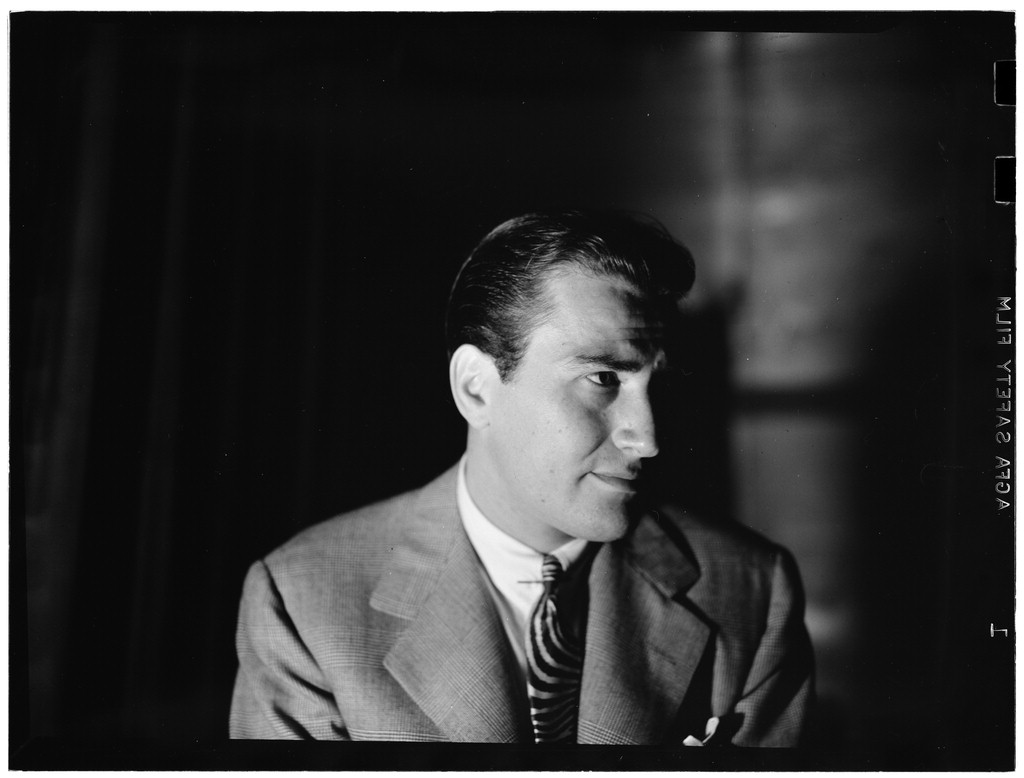
Artie Shaw
23. Mai 1910 – 30. Dezember 2004

Nekrolog
◄◄
| ◄
| 2000
| 2001
| 2002
| 2003
| 2004 | 2005 | 2006 | 2007 | 2008 | ► | ►►
Weitere Ereignisse | Allgemeiner Nekrolog 2004
Die Beschreibung der verstorbenen Person sollte so kurz wie möglich gehalten sein und nur deren signifikante Tätigkeit(en) enthalten.
Neue Namen ggf. auch unter dem Geburts- und Sterbedatum, also etwa unter 1. Januar und im Geburts- und Sterbejahr (2024) eintragen (nur bei entsprechender großer Wichtigkeit). Für Beispiele siehe die schon vorhandenen Artikel.
Außerdem über die fünf zuletzt Verstorbenen, zu denen es einen ausreichend guten Artikel für eine Präsentation auf der Hauptseite gibt, nach der todesbedingten Überarbeitung der Artikel ggf. auch unter Wikipedia Diskussion:Hauptseite informieren und sie am besten auch in den anderen Wikipedia-Sprachversionen eintragen. Tipp: Regelmäßig bei news.google.de nach „ist tot“, „gestorben“ oder „verstorben“ suchen.
Wenn eine Person gestorben ist, gibt es viele Seiten zu dieser Person in der Wikipedia, die davon auch betroffen sind und entsprechend aktualisiert werden müssen. Beispiele: Namenübersichtsseite, Geburtsjahr, Geburtsort-Seiten und viele mehr.
Wie finde ich die betroffenen Seiten?
Im Suchfeld auf der linken Seite gibt man den Suchbegriff so ein: „Vorname Nachname“. Dann klickt man auf Volltext und alle Seiten mit entsprechendem Suchtext werden aufgerufen. Hier sieht man dann schnell, wo auch das Todesjahr Sinn macht oder sogar ein Teil des Artikels angepasst werden muss. Auch hilft das „Werkzeug“ auf der linken Seite sehr gut, um solche Seiten aufzufinden: „Links auf diese Seite“. Somit ist die Wikipedia wieder aktuell in allen Bereichen! Hinweis: bei Eintragung der Kategorie „Gestorben JAHR“ wird der Missbrauchsfilter 49 ausgelöst, was jedoch nicht schlimm ist. Siehe: Spezial:Missbrauchsfilter/49

## 1. Quartal
| Tag         | Name                       | Herkunft/Beruf                                                           | Alter | Beleg                         |
| ----------- | -------------------------- | ------------------------------------------------------------------------ | ----- | ----------------------------- |
| 2. Januar   | André Persiani             | französischer Jazzpianist, Arrangeur, Komponist und Bandleader           | 76    | codexflores.ch                |
| 3. Januar   | Don Leight                 | US-amerikanischer Trompeter                                              | 80    | local802afm.org               |
| 4. Januar   | Johannes Fehring           | österreichischer Komponist                                               | 77    | musik-steiermark.at           |
| 5. Januar   | John Guerin                | US-amerikanischer Schlagzeuger, Produzent und Arrangeur                  | 64    | jazzhouse.org                 |
| 8. Januar   | Frank Ténot                | französischer Journalist, Jazzkritiker, Jazz-Mäzen und Verleger          | 78    | deces-celebres.skynetblogs.be |
| 21. Januar  | Bill Yancey                | US-amerikanischer Bassist und Tubist                                     | 70    | boards.rootsweb.com           |
| 22. Januar  | Milt Bernhart              | US-amerikanischer PÖosaunist und Bandleader                              | 77    | theguardian.com               |
| 22. Januar  | Billy May                  | US-amerikanischer Trompeter, Komponist, Arrangeur und Bandleader         | 87    | independent.co.uk             |
| 24. Januar  | Charles Bateman            | US-amerikanischer Pianist                                                | ≈83   | discogs.com                   |
| 26. Januar  | Sam Furnace                | US-amerikanischer Saxophonist und Flötist                                | 49    | jazzhouse.org                 |
| 27. Januar  | Harry Verbeke              | niederländischer Saxophonist                                             | 81    | discogs.com                   |
| 30. Januar  | Malachi Favors             | US-amerikanischer Bassist                                                | 66    | nytimes.com                   |
| 30. Januar  | Frank Mantooth             | US-amerikanischer Jazz-Arrangeur, Pianist, Komponist und Hochschullehrer | 56    | articles.latimes.com          |
| 1. Februar  | Buzz Gardner               | US-amerikanischer Trompeter                                              | ≈72   | united-mutations.com          |
| 12. Februar | Preston Love               | US-amerikanischer Saxophonist                                            | 82    | discogs.com                   |
| 14. Februar | Walter Perkins             | US-amerikanischer Schlagzeuger                                           | 72    | lobid.org                     |
| 14. Februar | Grover Sales               | US-amerikanischer Journalist                                             | 83    | discogs.com                   |
| 15. Februar | Gil Coggins                | US-amerikanischer Pianist                                                | 75    | jazzhouse.org                 |
| 16. Februar | Billy Brooks               | US-amerikanischer Bassist und Geiger                                     | 86    | local802afm.org               |
| 16. Februar | Ella Johnson               | US-amerikanische Sängerin                                                | 80    | nytimes.com                   |
| 17. Februar | Yuzuru Sera                | japanischer Jazzpianist                                                  | 71    |                               |
| 21. Februar | Bart Howard                | US-amerikanischer Komponist                                              | 88    | news.scotsman.com             |
| 23. Februar | Paul Affeldt               | US-amerikanischer Autor und Musikproduzent                               | 72    | roseleafragtimeclub.com       |
| 23. Februar | Neil Ardley                | englischer Pianist, Komponist und Autor                                  | 66    | theguardian.com               |
| 23. Februar | Don Cornell                | US-amerikanischer Sänger                                                 | 84    | discogs.com                   |
| 26. Februar | Dick Borden                | US-amerikanischer Schlagzeuger                                           | 68    |                               |
| 26. Februar | Jimmy Coe                  | US-amerikanischer R&B-Saxophonist                                        | 82    | hubcap.clemson.edu            |
| 26. Februar | Alvino Rey                 | US-amerikanischer Gitarrist und Bandleader                               | 95    | nytimes.com                   |
| 28. Februar | Heinz Niemeyer             | Schlagzeuger                                                             | 73    | [ 1 ]                         |
| 2. März     | Berndt Egerbladh           | schwedischer Pianist und Fernsehmoderator                                | 71    |                               |
| 2. März     | Tony Lee                   | britischer Pianist                                                       | 69    | independent.co.uk             |
| 4. März     | Claude Nougaro             | französischer Sänger                                                     | 74    | theguardian.com               |
| 5. März     | Manu Teittinen             | finnischer Schlagzeuger                                                  | 72    | discogs.com                   |
| 9. März     | John Mayer                 | indisch-britischer Komponist                                             | 73    | Nachruf                       |
| 9. März     | Coleridge-Taylor Perkinson | US-amerikanischer Pianist, Komponist und Dirigent                        | 71    | jazzhouse.org                 |
| 16. März    | Hank Marr                  | US-amerikanischer Pianist                                                | 77    | jazzhouse.org                 |
| 18. März    | Wallace Davenport          | US-amerikanischer Trompeter                                              | 78    | allaboutjazz.com              |
| 21. März    | Don Thompson               | kanadischer Saxophonist                                                  | 71    | jazzhouse.org                 |
| 25. März    | Artie Baker                | US-amerikanischer Holzbläser                                             | 89    | local802afm.org               |
| 26. März    | Joseph Dumas               | US-amerikanischer Bassist                                                | 77    | local802afm.org               |
| 31. März    | Gunnar Johnson             | schwedischer Bassist                                                     | 79    |                               |

## 2. Quartal
| Tag       | Name                 | Herkunft/Beruf                                        | Alter | Beleg                      |
| --------- | -------------------- | ----------------------------------------------------- | ----- | -------------------------- |
| 6. April  | Jan Horne            | norwegischer Filmemacher, Journalist und Schlagzeuger | ≈63   |                            |
| 14. April | Porky Cohen          | US-amerikanischer Posaunist                           | 79    |                            |
| 16. April | Hannu Saxelin        | finnischer Journalist und Musiker                     | 66    | discogs.com                |
| 17. April | Joe Kennedy, Jr.     | US-amerikanischer Violinist                           | 80    | jazzhouse.org              |
| 25. April | Claude Williams      | US-amerikanischer Violinist und Gitarrist             | 96    | theguardian.com            |
| 6. Mai    | Barney Kessel        | US-amerikanischer Gitarrist                           | 80    | timesonline.co.uk          |
| 12. Mai   | John LaPorta         | US-amerikanischer Saxophonist und Klarinettist        | 84    | independent.co.uk          |
| 18. Mai   | Elvin Jones          | US-amerikanischer Schlagzeuger                        | 76    | nytimes.com                |
| 20. Mai   | Tommy Watt           | britischer Pianist und Bandleader                     | 80    |                            |
| 24. Mai   | John R. T. Davies    | britischer Saxophonist, Posaunist und Gitarrist       | 77    | telegraph.co.uk            |
| 3. Juni   | Michael Gehrke       | deutscher Jazz-Organisator                            | 60    | wietze-online.de           |
| 4. Juni   | Augie Cólon          | US-amerikanischer Perkussionist                       | 76    | the.honoluluadvertiser.com |
| 4. Juni   | Steve Lacy           | US-amerikanischer Saxophonist und Komponist           | 69    | nytimes.com                |
| 5. Juni   | Carlo Bohländer      | deutscher Musiker, Gastronom und Musikpädagoge        | 84    | saxophonforum.de           |
| 9. Juni   | Bent Jædig           | dänischer Saxophonist und Flötist                     | 68    | jazzzeitung.de             |
| 9. Juni   | Thomas Raymond Kelly | US-amerikanischer Bassist                             | 76    | independent.co.uk          |
| 10. Juni  | Ray Charles          | US-amerikanischer Sänger                              | 73    | nytimes.com                |
| 10. Juni  | Rosinha de Valença   | brasilianische Gitarristin, Sängerin und Komponistin  | 62    |                            |
| 15. Juni  | Lennie Bush          | britischer Bassist                                    | 77    | independent.co.uk          |
| 17. Juni  | Jackie Paris         | US-amerikanischer Sänger                              | 77    | nytimes.com                |
| 28. Juni  | Arthur Harper        | US-amerikanischer Bassist                             | 65    |                            |

## 3. Quartal
| Tag           | Name                         | Herkunft/Beruf                                                       | Alter | Beleg                       |
| ------------- | ---------------------------- | -------------------------------------------------------------------- | ----- | --------------------------- |
| 2. Juli       | Carsten Klouman              | norwegischer Pianist, Arrangeur und Komponist                        | 80    |                             |
| 16. Juli      | Billy Mo                     | britisch-deutscher Trompeter und Schlagersänger                      | 81    | spiegel.de                  |
| 19. Juli      | Caitro Soto                  | peruanischer Perkussionist, Sänger und Komponist                     | 69    |                             |
| 20. Juli      | James Williams               | US-amerikanischer Pianist, Komponist und Arrangeur                   | 53    | jazzhouse.org               |
| 22. Juli      | Sacha Distel                 | französischer Sänger und Gitarrist                                   | 71    | theguardian.com             |
| 22. Juli      | Illinois Jacquet             | US-amerikanischer Saxophonist und Bandleader                         | 81    | independent.co.uk           |
| 23. Juli      | Piero Piccioni               | italienischer Filmkomponist und Anwalt                               | 82    | theguardian.com             |
| 26. Juli      | Gloria Agostini              | kanadische Harfenistin                                               | 81    |                             |
| 26. Juli      | Julio "Chocolate" Algendones | peruanischer Perkussionist, Komponist und Bandleader                 | ≈70   |                             |
| 26. Juli      | Sipho Gumede                 | südafrikanischer Bassist und Sänger                                  | 52    | allafrica.com               |
| 9. August     | Tony Mottola                 | US-amerikanischer Gitarrist                                          | 86    | discogs.com                 |
| 10. August    | Rolf Schneebiegl             | deutscher Vibraphonist und Trompeter                                 | 80    | stadtkapelle-freistett.de   |
| 12. August    | Gnonnas Pedrol               | beninischer Sänger und Komponist                                     | 61    |                             |
| 14. August    | Brian Ogilvie                | kanadischer Saxophonist und Klarinettist                             | 50    | riverwalkjazz.stanford.edu  |
| 18. August    | Joe Dodge                    | US-amerikanischer Schlagzeuger                                       | 82    |                             |
| 29. August    | Jim Beebe                    | US-amerikanischer Posaunist und Bandleader                           | 73    | articles.chicagotribune.com |
| 7. September  | Roland Dupont                | US-amerikanischer Posaunist                                          | 95    | legacy.com                  |
| 8. September  | Frank Thomas                 | US-amerikanischer Pianist                                            | 92    | discogs.com                 |
| 10. September | Gordon Brisker               | US-amerikanischer Jazz-Tenorsaxophonist, Flötist und Hochschullehrer | 66    | jazzzeitung.de              |
| 16. September | Dolly Rathebe                | US-amerikanische Sängerin                                            | 76    | news.scotsman.com           |
| 23. September | Lucille Dixon                | US-amerikanische Bassistin und Bandleaderin                          | 81    | local802afm.org             |

## 4. Quartal
| Tag          | Name                      | Herkunft/Beruf                                                         | Alter | Beleg               |
| ------------ | ------------------------- | ---------------------------------------------------------------------- | ----- | ------------------- |
| 2. Oktober   | Bjørnar Andresen          | norwegischer Bassist und Gitarrist                                     | 59    |                     |
| 2. Oktober   | Roland Faulkner           | US-amerikanischer Gitarrist                                            | 72    |                     |
| 2. Oktober   | Max Geldray               | US-amerikanischer Harmonikaspieler                                     | 88    | independent.co.uk   |
| 3. Oktober   | Vernon Alley              | US-amerikanischer Bassist                                              | 89    | sfgate.com          |
| 5. Dezember  | Delsey McKay              | US-amerikanische Pianistin und Songwriterin                            | 80    |                     |
| 10. Oktober  | Dora Musumeci             | italienische Pianistin                                                 | 70    |                     |
| 12. Oktober  | Hans Georg Brunner-Schwer | deutscher Musikproduzent                                               | 77    | allaboutjazz.com    |
| 15. Oktober  | Bill Eyden                | britischer Schlagzeuger                                                | 74    | discogs.com         |
| 17. Oktober  | Jean Bonal                | französischer Gitarrist                                                | 79    |                     |
| 26. Oktober  | Robin Kenyatta            | US-amerikanischer Altsaxofonist und Flötist                            | 62    | query.nytimes.com   |
| 28. Oktober  | Gil Mellé                 | US-amerikanischer Bildender Künstler, Jazzmusiker und Filmkomponist    | 72    | allaboutjazz.com    |
| 29. Oktober  | Jimmy Lovelace            | US-amerikanischer Schlagzeuger                                         | 64    |                     |
| 1. November  | Mark Ledford              | US-amerikanischer Jazzsänger, -trompeter, -gitarrist und -schlagzeuger | 44    | allaboutjazz.com    |
| 3. November  | Joe Bushkin               | US-amerikanischer Pianist                                              | 87    | independent.co.uk   |
| 6. November  | Pete Jolly                | US-amerikanischer Pianist und Akkordeonist                             | 72    | timesonline.co.uk   |
| 7. November  | Basil Spears              | US-amerikanische Sängerin und Pianistin                                | 83    |                     |
| 14. November | Michel Colombier          | französischer Pianist und Komponist                                    | 65    | michelcolombier.com |
| 18. November | Cy Coleman                | US-amerikanischer Komponist                                            | 75    | theguardian.com     |
| 25. November | Frank Haggerty            | US-amerikanischer Gitarrist und Banjoist                               | 86    | discogs.com         |
| 20. November | Bob Maize                 | US-amerikanischer Bassist                                              | 59    | jazzhouse.org       |
| 10. Dezember | Danny Hayes               | US-amerikanischer Trompeter                                            | 58    |                     |
| 12. Dezember | Frank Isola               | US-amerikanischer Schlagzeuger                                         | 79    | timesonline.co.uk   |
| 17. Dezember | Dick Heckstall-Smith      | britischer Saxophonist                                                 | 70    | timesonline.co.uk   |
| 23. Dezember | John Duarte               | britischer Gitarrist, Komponist, Musikpädagoge und Musikkritiker       | 85    | timesonline.co.uk   |
| 23. Dezember | Leslie Gourse             | US-amerikanische Journalistin und Jazzautorin                          | 65    | query.nytimes.com   |
| 26. Dezember | Sigurd Køhn               | norwegischer Saxophonist                                               | 45    |                     |
| 27. Dezember | Hank Garland              | US-amerikanischer Gitarrist                                            | 74    | independent.co.uk   |
| 30. Dezember | Artie Shaw                | US-amerikanischer Klarinettist, Arrangeur, Komponist und Bandleader    | 94    | independent.co.uk   |

## Datum unbekannt
| Tag  | Name        | Herkunft/Beruf                           | Alter | Beleg       |
| ---- | ----------- | ---------------------------------------- | ----- | ----------- |
| 2004 | Art Ryerson | US-amerikanischer Banjoist und Gitarrist | ≈91   | discogs.com |